# Plöttner Verlag

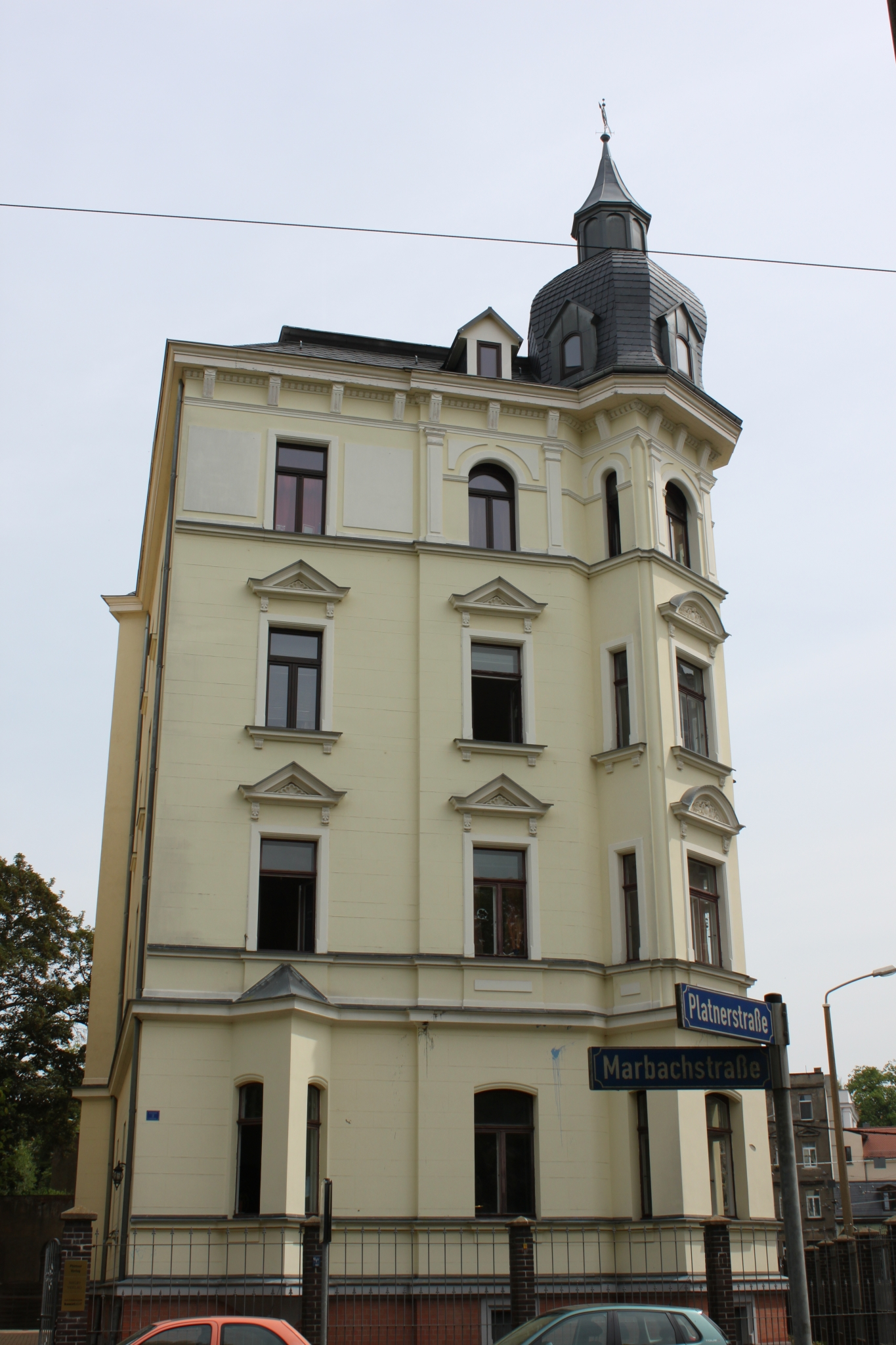
Das Reclam-Haus, in dessen Erdgeschoss der Plöttner Verlag seine Räume hatte.

Die Plöttner Verlag GmbH & Co. KG  war ein deutscher Buchverlag aus Leipzig.

## Geschichte
Gegründet wurde der Plöttner Verlag im August 2004 in Leipzig. Das Unternehmen war zunächst eine Gesellschaft bürgerlichen Rechts und wurde 2009 in die Rechtsform einer GmbH & Co. KG überführt. Geschäftsführer war Jonas Joachim Plöttner (1966–2022).
Seit Januar 2009 befanden sich die Büroräume des Verlags im alten Wohnhaus der Verlegerfamilie Reclam (Marbachstraße 2) in Leipzig-Gohlis. Bis August 2011 waren im Erdgeschoss des Hauses ebenfalls die Verlagsräume des Wirtschaftsmagazins REGJO GmbH vertreten. Im Plöttner Verlag wurden sowohl Belletristik als auch Sachbücher, Kunstbücher und Kunstkataloge verlegt. Hinzu kommt das Kulturmagazin Kunststoff, das seit 2005 in regelmäßigen Abständen herauskam und über die Kunst- und Kulturszene Mittel- und Gesamtdeutschlands berichtete. Mit dem Heft 24 wurde es 2011 eingestellt.
Zum Wave-Gotik-Treffen 2010 veröffentlichte der Verlag mit Schillerndes Dunkel das erste große Nachschlagewerk der Schwarzen Szene. Seitdem war er dort ebenfalls mit einem Stand zugegen und erweiterte sein Angebot in dieser Rubrik ständig. So erschienen beispielsweise 2011 unter anderem die Bandbiographie über Death in June und der WGT-Jubiläumsband Black Celebration. Bis Anfang 2012 veröffentlichte der Plöttner Verlag etwa 100 Buchtitel.
Ende Februar 2012 mussten die Verantwortlichen beim Amtsgericht Leipzig Insolvenz beantragen. Die Folge war eine Umstrukturierung und Neugründung im August 2012 als Jonas Plöttner Verlag UG (haftungsbeschränkt). Der neue Verlag übernahm den Autorenstamm sowie die lieferbaren Bücher. Von Herbst 2012 bis zur Verlagsschließung 2015 veröffentlichte der Verlag 17 Neuerscheinungen.
Am 1. Oktober 2015 gab Plöttner die Einstellung der Verlagstätigkeit bekannt.

## Autoren
Autoren des Verlags waren u. a. 
- Werner Heiduczek
- Erich Loest
- Susanne Schädlich
- Claus Baumann
- Martensen & Faber
- Myk Jung
- Traudel Thalheim
- Christian Barz
- Skog Ogvann
- Lars Jacob
- Susanne Liermann
- S.U. Bart
- Thorsten Dörp
- Michael Bar-Zohar
- Oliver Becker
- Lena Hach
- Susan Hastings
- Andrea Jennert
- Rainer Klis
- Jan Kuhlbrodt
- Thomas Kunst
- Regine Möbius
- Alexander Nym
- Michael Nyqvist
- Gerhart Pohl
- Birgit Rabisch
- Sebastian Ringel
- Rengha Rodewill
- Mick Schulz
- Harald Nicolas Stazol
- Eva Strittmatter
- Werner Tübke
- Wolfgang Mattheuer
- Ursula Mattheuer-Neustädt
- Günter Richter
- Frank Zöllner